# Thalassema mortenseni
Thalassema mortenseni är en djurart som tillhör fylumet skedmaskar, och som beskrevs av Fischer, W. 1923. Thalassema mortenseni ingår i släktet Thalassema och familjen Echiuridae. Inga underarter finns listade i Catalogue of Life.